# Plaza Hotel, Las Vegas
Plaza Hotel är ett hotell i Las Vegas, New Mexico i New Mexico i USA. Det öppnades 1882 som ett lyxhotell vid torget i västra delen av den då blomstrande staden Las Vegas.
Staden Las Vegas hade 1882 en befolkning på 6.000 invånare. Den växte snabbt, efter det att Atchison, Topeka and Santa Fe Railway nådde fram till stan 1879 med en järnvägsstation som förlades till 1,6 kilometer öster om torget, som från 1880 hade förvandlats från en parkeringsplats för vagnar till en staketomgärdad park park med musikpaviljong och trädplanteringar.  
Plaza Hotel uppfördes på norra sidan av torget av en grupp lokala affärsmän. Det är en trevånings tegelbyggnad med en fasad i italiensk stil. Det var generöst dekorerat, med gästrum med högt i tak. Från lobbyn ledde dubbla trappor upp till tredje våningen.
Den lokala affärsmannen Charles Ilfeld invigde 1883 byggnaden Great Emporium, ett varuhus i tre våningar, bredvid hotellet, och torget blev under trettio år framåt det kommersiella centret för Las Vegas och dess omgivningar. Plaza hotell var stadens ledande hotell fram till sent 1890-tal, då lyxhotellet La Castañeda uppfördes vid järnvägsstationen. 
Hotellet restaurerades 1982, vilket innebar att hotellet fick 36 gästrum och en matsal. Något senare inköptes grannbyggnaden med det tidigare Great Emporium, vilket utökade hotellet med 35 rum samt mötes- och festrum.

## Bildgalleri

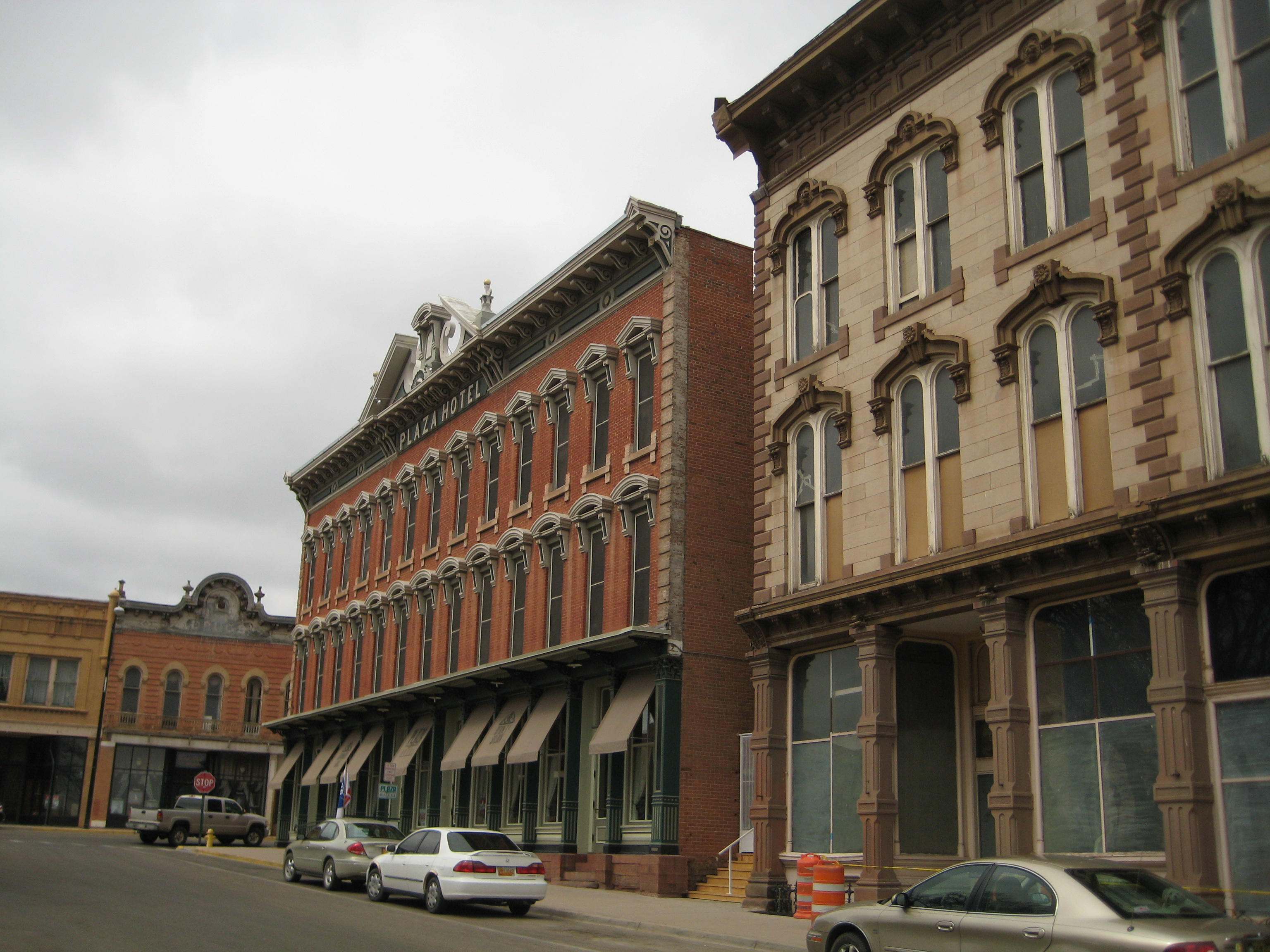
Plaza Hotel med grannbyggnaden, tidigare Great Emporium
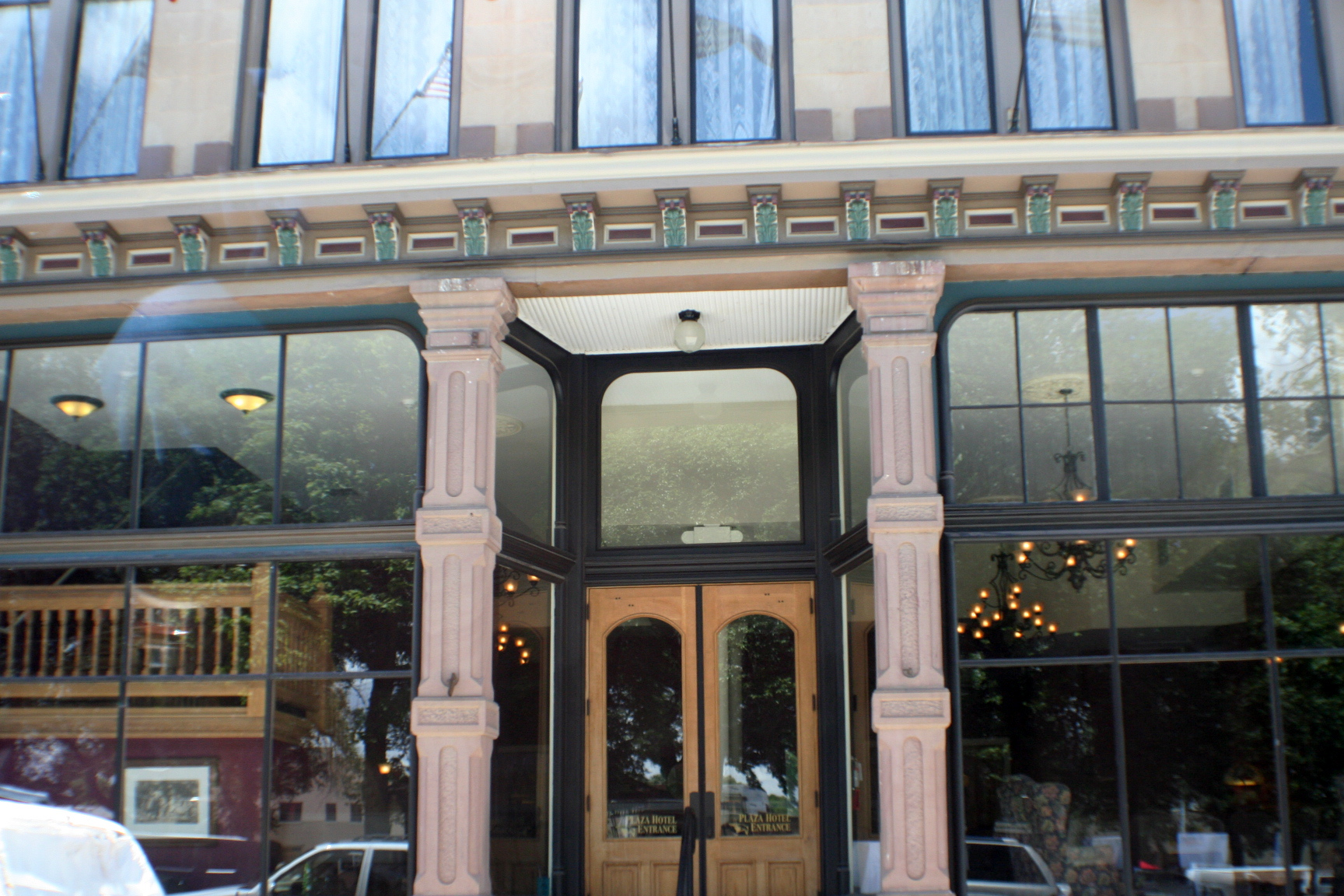
Entrén till Plaza Hotel